# Numidotherium
Numidotherium ist eine ausgestorbene Gattung früher Rüsseltiere, die im Frühen und Mittleren Eozän vor 55 bis 44 Millionen Jahren in Nordafrika lebte. Die Vertreter erreichten die Größe eines Tapirs und besaßen als wohl früheste Angehörige der Proboscidea einen Rüssel. Sie waren weitgehend landbewohnend und unterschieden sich dadurch von ihren Verwandten Barytherium und Moeritherium, denen eine semi-aquatische Lebensweise zugeschrieben wird. Die Erstbeschreibung der Gattung erfolgte 1986.

## Merkmale
Numidotherium gehört zu den frühesten Vertretern der Rüsseltiere und ist von mehreren Zahn- und Schädelfunden, aber auch von Resten des Körperskelettes bekannt. Es erreichte eine Schulterhöhe von 1 bis 1,5 m und war damit schon deutlich größer als seine Vorgänger Phosphatherium und Eritherium. Weiterhin war es durch einen kurzen Rumpf und recht lange Beine charakterisiert. Der Schädel besaß eine Länge von 37 cm sowie ein erhöhtes Schädeldach und wies weit ausladende Jochbögen auf. Als eines der frühesten Rüsseltiere besaß Numidotherium luftgefüllte Knochen im Schädeldach, die aufgrund der Größen- und Gewichtszunahme des Tieres eine größere Ansatzstelle für die Nackenmuskulatur boten. Das Rostrum war kurz und fiel von der Stirn an steil-schräg nach unten zur Nase ab. Das Nasenbein zeichnete sich durch verlängerte äußere Bereich des Nasenraumes aus (Nares), während der Zwischenkieferknochen eher kurz und hoch war. Durch die Form des Rostrums entstand ein hoher, aber eher schmaler Naseninnenraum. Seitlich am Oberkiefer verlief eine tiefe Furche vom Zwischenkieferknochen bis zum vorderen Ansatz des Jochbogens. Bei einigen Individuen formten die Temporalleisten am Scheitelbein einen markanten Scheitelkamm, bei anderen blieben sie wiederum deutlich getrennt. Das Hinterhauptsbein besaß ebenfalls eine recht kurze Form, es wies einen robusten Hinterhauptswulst auf. Die Gelenkflächen hier zur Artikulierung mit der Halswirbelsäule saßen vergleichsweise hoch.
Der bis zu 39 cm lange Unterkiefer hatte einen niedrigen Knochenkörper, jedoch breite Unterkieferäste. Die Symphyse reichte bis zum zweiten Prämolaren. Das Foramen mentale lag unterhalb des dritten Vormahlzahns. Der aufsteigende Ast ragte hoch und grenzte eine markante Fossa masseterica ein. Der Kronenfortsatz war leicht nach innen orientiert. Die Zahnanzahl des Gebisses war gegenüber älteren Rüsseltierformen etwas weiter reduziert und umfasste für erwachsene Tiere folgende Formel: {\displaystyle {\frac {3.1.3.3}{2.0.3.3}}}. Der jeweils zweite Schneidezahn im Oberkiefer (I2) war mit einer Länge von 4,5 cm deutlich vergrößert und konisch geformt. Weiterhin besaß er nur eine dünne Zahnschmelzschicht. Im Unterkiefer war der erste, schräg nach vorn ragende (procumbente) Schneidezahn mit 3,5 cm vergrößert – die ersten Untersuchungen sahen hier noch den zweiten Incisivus als den vergrößerten an. Diese Vergrößerungen stellen Vorstufen der Stoßzahnbildung bei späteren Rüsseltieren dar. Zur jeweils hinteren Bezahnung bestand ein großes Diastema, das durchaus bis zu 9,5 cm lang sein konnte. Die Prämolaren zeichneten sich durch einen einfachen Bau mit einem einzigen erhobenen Schmelzhöcker aus. Die Molaren dagegen hatten zwei quergestellte Schmelzleisten (bilophodont) und erinnerten dadurch an jene der Tapire; der hinterste Backenzahn des Unterkiefers wies allerdings drei Leisten auf. Die gesamte hintere Bezahnung ist als niederkronig (brachyodont) zu bezeichnen.
Das bisher bekannte postcraniale Skelett umfasst einzelne Wirbel, vor allem den ersten und zweiten Halswirbel (Atlas und Axis), die sich nur wenig von denen anderer Rüsseltiere unterscheiden. Der Oberarmknochen erreichte eine Länge von 30 cm und war robust gestaltet. Die Knochen des Unterarms, Elle und Speiche erreichten etwa die gleiche Länge und waren am unteren Ende verwachsen. Das obere Gelenkende der Elle (Olecranon) war relativ kurz und nach hinten orientiert. Der Oberschenkelknochen maß 40,5 cm. Letzterer war vorne und hinten deutlich verschmälert, besaß aber ein sehr breites oberes Gelenkende und einen dritten Trochanter. Das Schienbein war mit 26 cm Länge deutlich kürzer. Vorder- und Hinterfuß wiesen die für Rüsseltiere typische serielle, also taxeopode Anordnung der Wurzelknochen auf. Das heißt, die einzelnen Knochen der Hand- und Fußwurzel lagen in Reihen hintereinander und nicht wechselseitig zueinander. Dadurch gab es am Vorderfuß keinen Kontakt zwischen dem Mondbein und dem Hakenbein. Die spezielle Anordnung der Handwurzelknochen lässt darauf schließen, dass noch ein Os centrale zwischen dem Mondbein, dem Kopfbein und dem Großen Vieleckbein ausgebildet war, was als eher ursprüngliches Merkmal der Rüsseltiere aufzufassen ist.

## Fossilfunde
Funde des Numidotherium stammen ausschließlich aus Nordafrika. Die ersten Funde wurden in El Kohol am Südrand des Atlasgebirges in Algerien entdeckt. Sie entstammen dem dritten Schichtglied der El-Kohol-Formation und datieren ins Mittlere Eozän. Die recht umfangreichen Funde umfassen neben einem Schädel auch Unterkiefer und Reste des Bewegungsapparates. Ein deutlich älterer Fund aus dem Unteren Eozän ist mit einem Unterkieferfragment aus einer Phosphatmine bei Tamaguèlelt im nördlichen Mali bekannt. Dieser gehört aber einem deutlich kleineren Vertreter an und muss möglicherweise einem anderen Taxon zugewiesen werden. Weitere Zahnfunde kamen – verbunden mit einer reichhaltigen Fischfauna – bei Ad-Dakhla in der Westsahara zum Vorschein und sind dem Übergang vom Mittleren zum Oberen Eozän zuzuweisen.

## Paläobiologie
Der Bau des Nasenbeins mit den verlängerten äußeren Nasenhöhlen lässt auf das Vorhandensein eines kurzen Rüssels bei Numidotherium schließen. Häufig werden die frühen Rüsseltiere mit einer semi-aquatischen Lebensweise in Verbindung gebracht, wie es beim nahe verwandten Barytherium und bei Moeritherium nachgewiesen ist. Die miteinander verwachsenen Knochen des Unterarms stützen zwar diese Ansicht, doch zeigt der plantigrade Aufbau des Vorderfußes eher Anpassungen an eine terrestrische Fortbewegung, ebenso wie die niedrige Position der Augen gegen eine wasserbewohnende Lebensweise spricht. Auch die Langknochen besitzen im Gegensatz zu aquatischen und semi-aquatischen Tieren eine wesentlich dünnere Cortex und eine dafür ausgedehnte Markröhre. Die niederkronigen Backenzähne mit ihrem typischen, deutlich ausgebildeten lophodonten Kauflächen weisen auf eine Spezialisierung auf weiche Pflanzenkost hin, die überwiegend Blätter, Früchte und Zweige umfasst haben dürfte. Die faserhaltige Nahrung wurde wohl in Kopfhöhe oder kurz darüber an Sträuchern gesucht, charakteristische Schliffspuren an den vorderen Prämolaren lassen vermuten, dass die Tiere diese in das Maul einklemmten und mit drehenden Bewegungen des Kopfes abrissen. Isotopenuntersuchungen der Zähne bestätigen diese angenommene terrestrische Lebensweise. Diese ergaben bei Numidotherium im Vergleich zu Barytherium oder Moeritherium stärker schwankende Verhältnisse des Sauerstoffisotops 18O, welche bei letzteren beiden aufgrund ihrer semi-aquatischen Lebensweise wesentlich ausgeglichener sind. Möglicherweise entstand eine Anpassung an ein Leben in teils wässrigem Milieu mehrfach innerhalb der Rüsseltiere, wobei die Frage bisher unbeantwortet bleibt, ob die Rüsseltiere einschließlich der heutigen Elefanten tatsächlich von teils wasserbewohnenden Vorläufern abstammen.
Das überlieferte postcraniale Skelett von Numidotherium erlaubt Rückschlüsse auf die Fortbewegung des Rüsseltiervertreters. Aufgrund der Anordnung einzelner Gelenkflächen im Schulter- und Beckenbereich und der miteinander verwachsenen Knochen des Unterarms lassen sich leicht angewinkelte Gliedmaßen annehmen. Die Knochen der Vorder- und Hinterfüße sind außerdem stärker horizontal orientiert, wofür etwa der Bau des Sprungbeins mit einem nach vorn orientierten Gelenkkopf spricht. Die mitunter deutlich seitlich angelegten Gelenkfazetten der Wurzelknochen indizieren, dass die einzelnen Strahlen (Metapodien und Phalangen) eher gespreizt zueinander standen. Insgesamt ist so von einem Sohlengang bei Numidotherium auszugehen. Dies steht im deutlichen Kontrast zu den heutigen Elefanten, die säulenartige, unter dem Körper angeordnete Gliedmaßen besitzen, welche das hohe Gewicht tragen können. Vorder- und Hinterfüße zeigen mit ihrem eher vertikalen Bau einen eingeschränkten Zehenspitzengang an (der aber durch das Fußpolster wieder überprägt ist).
Als weitere Besonderheit erwies sich die Gehörschnecke von Numidotherium, die etwas anders gebaut ist als die der heutigen Elefanten. So weist diese bei Numidotherium anderthalb Windungen auf, bei den Elefanten hingegen zwei. Im basalen Windungsbereich zeigen sich Abweichungen im Detail, etwa in der deutlichen Ausbildung der Lamina spiralis secundaria, die unter anderem für die Wahrnehmung bestimmter Frequenzen verantwortlich ist. Forscher vermuten daher, dass Numidotherium Töne eher im höheren Frequenzbereich wahrnahm, im Gegensatz zu den heutigen Elefanten, die auch im Infraschall kommunizieren können. Die geringere Anzahl an Windungen der Gehörschnecke bei Numidotherium lässt ebenfalls eine eingeschränktere auditive Wahrnehmung annehmen.
Möglicherweise war bei Numidotherium ein Sexualdimorphismus ausgebildet, wobei männliche Tiere deutlich höhere Schädel als weibliche hatten, bei letzteren war auch das Rostrum markant länger ausgebildet und die Muskelmarken am Schädel deutlich graziler entwickelt. Bemerkenswert ist die Ausformung des Hörschnecke im Innenohr, die zur Annahme führt, dass frühe Rüsseltiere wesentlich höhere Tonfrequenzen wahrnehmen konnten als heutige Elefanten.

## Systematik
Numidotherium ist eine Gattung aus der Ordnung der Rüsseltiere (Proboscidea). Der Bau der vorderen Molaren mit jeweils zwei Schmelzleisten stellt sie zu den Plesielephantiformes, den ursprünglichsten Rüsseltieren. Darauf verweist auch der vertikale Zahnwechsel mit der gleichzeitigen Nutzung aller Zähne; der für die heutigen Elefanten typische horizontale Zahnwechsel entwickelte sich erst später. Die deutliche Lophodontie der Molaren aber verweist die Rüsseltiergattung in die Nähe der barytheroiden Formen, denen vor allem Barytherium angehört. Die teils gleichzeitig lebende Gattung Arcanotherium und das jüngere Moeritherium dagegen besitzen weniger stark lophodont geformte Backenzähne.
Die ersten bedeutenden Funde stammen aus El Kohol in Algerien. Sie wurden 1984 erstmals im Fachblatt Nature veröffentlicht und dienten zwei Jahre darauf als Basis für die Erstbeschreibung der Gattung, die Mohammad Mahboubi und Forscherkollegen vorlegten. Den Holotyp bildet dabei ein nahezu vollständiger Schädel (Exemplarnummer KA 1-18), der heute am Départment des Sciences de la Terre der Universität von Oran in Nordalgerien aufbewahrt wird. Der Name Numidotherium bezieht sich einerseits auf die antike Landschaft Numidien, während das griechische Wort θηρίον (thērion) so viel wie „Tier“ bedeutet. Einzige anerkannte Art ist Numidotherium koholense, der Artzusatz koholense verweist auf den Fundort. Das 1995 von der Fundstelle Dor el-Talha in Libyen beschriebene Numidotherium savagei wurde 2009 der neu etablierten Gattung Arcanotherium zugewiesen. Im Jahr 1992 führten Jeheskel Shoshani und Pascal Tassy provisorisch die Familie der Numidotheriidae ein. In dieser stand teilweise auch Phosphatherium, die Gattung wurde aber später in die eigenständige Familie der Phosphatheriidae übergeführt. Ebenso ist die Stellung von Daouitherium innerhalb der Numidotheriidae nicht gesichert.